# Vardøyna
Ne doit pas être confondu avec Vardøyna (Fjell).
Vardøyna est une île norvégienne du comté de Hordaland appartenant administrativement à Hauglandshella.

## Description
Rocheuse, totalement industrialisée par la Norscrap West AS, elle s'étend sur environ 1,2 km de longueur pour une largeur approximative de 850 m.